# Parc Bourdeau
Pour les articles homonymes, voir Bourdeau.
Le parc Bourdeau est un jardin public de 1,2 hectare situé à Antony dans les Hauts-de-Seine.

## Histoire
La propriété de la famille Bourdeau, achetée par la ville en 1938, a été entièrement rénovée en 1992. Cette propriété est située 20 rue Velpeau et classée aux monuments historiques.
Cette maison de style Second Empire, au cœur du parc, apparaît sur les plans d'Antony après 1860. Elle est acquise en 1894 par madame de Livio, veuve d'un ancien consul de France. Leur fils Auguste de Livio, diplomate, ministre plénipotentiaire, conserve la propriété jusqu'à sa mort en 1931. Charles Bourdeau, gendre du diplomate, qui habite Antony, en hérite. Elle devient propriété communale en 1967. Occupée par la bibliothèque municipale pendant plus de vingt ans, elle est rénovée à partir de 1991.

## Situation actuelle
Le bâtiment est maintenant la « Maison des arts », lieu culturel qui a pour vocation la sensibilisation du public aux arts plastiques. Les salles d'exposition couvrent trois niveaux de 120 m2 chacun. Un second bâtiment de 130 m2, le « Jardin d'hiver », accueille conférences et vernissages.
La Maison des arts s'ouvre également aux salons traditionnels : le Cercle culturel et artistique d'Antony et le Salon des Hauts-de-Seine. L'atelier-musée du pays d'Antony y dispose également de salles en sous-sol. Le but de cette association est de rechercher, préserver, restaurer, mettre en valeur et faire connaître le patrimoine et les traditions d'Antony et sa région au moyen d'expositions, d'animations, d'ateliers et de publications.

## Pour approfondir